# FK Kolín
Fotbalový klub Kolín w skrócie FK Kolín – czeski klub piłkarski, mający siedzibę w mieście Kolín.

## Stadion
Domowe mecze klub rozgrywa na stadionie o nazwie Stadion FK Kolín, położonym w mieście Kolín. Stadion może pomieścić 2800 widzów.